# کتپن
کتپن (به قزاقی: Ketpen) یک منطقهٔ مسکونی در قزاقستان است که در شهرستان اویغور واقع شده‌است. کتپن ۲٬۶۸۹ نفر جمعیت دارد.